# Огонь и ночь (пьеса)
Огонь и ночь (латыш. Uguns un nakts) — символическая пьеса Райниса. Написана по мотивам латышского эпоса Андрея Пумпура «Лачплесис». Пьеса «Огонь и ночь» была написана Райнисом в самый канун революции 1905 года. «Огонь и ночь» впервые была опубликована в 1905 году в газете «Mājas Viesis».  Два года спустя пьеса была опубликована в виде книги издательством «Jauna Spēka».
На сочинение «Огонь и ночь» Райниса побудило объявление конкурса на текст оперы в 1903 году. Для постановки спектакля было рекомендовано адаптировать одну из латышских басен, отдав предпочтение эпосу «Лачплесису» А. Пумпура. Первый акт Райнис написал за два дня в Даугавпилсе. После долгого перерыва, второй акт был написан в Елгаве и закончен за несколько дней. И только через год, вдохновленный Эмилом Дарзиньшем в Юрмале, Райнис возобновил писательскую деятельность. Большая заслуга в завершении произведения принадлежит Аспазии, которая пять раз собственноручно переписывала всю пьесу.

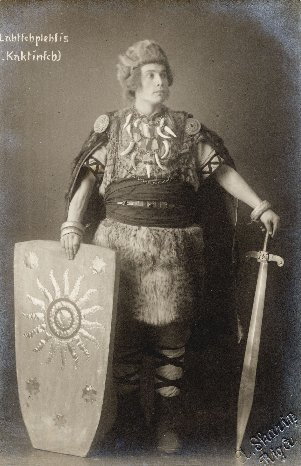
Адолфс Кактыньш (Лачплесис) в постановке 1911 года

Бирута Скуениеце в образе Лаймдоты (Огонь и ночь (спектакль, 1911))

Критик Гунтис Берелис в статье для Культурного канона Латвии отмечает, что пьеса Райниса «Огонь и ночь» — самый известный образец символизма в латышской литературе. Райнис резко отделил символ от аллегории. В отличие от современников, он считал, что символ многозначен — один и тот же символ в рамках одной и той же пьесы может менять свои значения. Пьесу «Огонь и ночь» сам автор назвал «Древней песней в новом звучании». Песня действительно древняя, при этом является парафразом эпоса Андрейса Пумпурса «Лачплесис»: оттуда заимствованы и сюжет — пополненный новыми, смыслово углубляющими пьесу эпизодами, — и система образов. Райнис, как убежденный диалектик, развел драматические образы по противоположным углам. С одной стороны — силы света: Лачплесис (народная мощь, жажда свободы), Лаймдота (символ Латвии), вожди латышских племен. С другой — силы тьмы: Черный рыцарь, немецкие завоеватели, предатель Кангарс и Ликцепуре («Кривошляп» с фонетикой Люцифера). Эта символика огня/ночи вместительна и многогранна, она далеко выходит за объявленные в названии пьесы границы примитивной диалектики. Здесь слиты воедино сюжет сказания, события XIII века, революция 1905 года, надежда на свободную Латвию и, конечно, вечная борьба света с тьмой. Самобытный образ — Спидола, ее часто интерпретируют как символ красоты и соратницу Лачплесиса. Но, по сути своей, Спидола — «ключ» к пьесе «Огонь и ночь» и к символизму Райниса в целом. Слова Спидолы — «Я не существую, я — как солнце, тысячей красок над землей сверкаю, но в моей вселенной сияет все и живет» — вот краткая философия символизма, воплотившая идею Райниса о переменчивости и многогранности символов. Лачплесис и Лаймдота — образы ясные и недвусмысленные, Спидоле же случается порой пообщаться с темными силами (ибо нет света без тьмы, и наоборот), однако именно она говорит Лачплесису те слова, что лежат в основе и прочих трудов Райниса: «Растя в высоту, ты судьбу пересилишь!».
Наиболее известные постановки пьесы:
- - Огонь и ночь (спектакль, 1911) — постановка Нового Рижского театра.
  - Огонь и ночь (спектакль, 1947) — постановка Театра «Дайлес».
  - Огонь и ночь (спектакль, 1965) — постановка Театра «Дайлес».
  - Огонь и ночь (спектакль, 1995) — постановка Латвийской национальной оперы.
- Огонь и ночь (опера) — опера Яниса Медыньша